# Списък с манастири на Българската православна църква
Манастирите под управлението на Българската православна църква са 215, от които 122 действащи. Почти всички (214) са на територията на България и един е в Германия - Немският православен манастир в германската провинция Долна Саксония. Някои от манастирите са скални.
Манастирите са разделени на мъжки и женски (девически): 43 от тях са мъжки, а 49 – женски. В част от тях обитават общо около 250 монаси и монахини. Монаси има и в трите най-големи манастира в България, подредени по големина – Рилски, Бачковски и Троянски. Те са обявени за ставропигиални.
На Света гора (Атон) се намира Зографският манастир, населен с българи монаси, който заедно с цялата Света гора е в диоцеза на Вселенската патриаршия. 

## Манастири

### А
- Айдемирски манастир „Покров Богородичен“ – Ж [3][4][5]
- Аладжа манастир „Света Троица“ – С [6]
- Алботински скален манастир – С
- Александрийски манастир „Свети Пророк Илия“ – М [7][8]
- Алински манастир „Свети Спас“ [9][10][11]
- Араповски манастир „Света Неделя“ – М, НО
- Арбанашки манастир „Света Богородица“ – Ж [12][13]
- Арбанашки манастир „Свети Никола“ – Ж [14]

### Б
- Бакаджишки манастир „Свети Спас“
- Балшенски манастир „Свети Теодор Стратилат“ – М
- Басарбовски манастир „Свети Димитрий Басарбовски“ – М, С
- Батановски манастир „Възнесение Господне“
- Баткунски манастир „Св. св. Петър и Павел“
- Батошевски манастир „Въведение Богородично“ – Ж
- Батошевски манастир „Успение Богородично“ – М
- Батулийски манастир „Свети Никола“ – М
- Бачковски манастир „Света Богородица“ – М, Н, НО, Х
- Белащински манастир „Свети Георги Победоносец“ – Ж
- Беловодски манастир „Свети Георги Победоносец“ (Перник)
- Белочерковски манастир „Св. св. Петър и Павел“
- Билински манастир „Свети Архангел Михаил“
- Бистрецки манастир „Свети Иван Рилски“ – М, НО
- Бистришки манастир „Света Петка“ – Ж
- Бистришки манастир „Свети Георги“
- Бистришки манастир „Св. св. Йоаким и Анна“ – М
- Бобошевски манастир „Свети Димитър“
- Ботевградски манастир „Рождество Богородично“
- Ботевски манастир „Света Марина“ – М [15]
- Боянски манастир „Свети Панталеймон“
- Брусарски манастир „Свети Архангел Михаил“
- Букоровски манастир „Свети Георги Победоносец“
- Бургаски манастир „Света Анастасия“ (остров Света Анастасия) [16]
- Буховски манастир „Мария Магдалена“
- Буховски манастир „Свети Архангел Михаил“
- Българевски манастир „Света Екатерина“ – М

### В
- Вакарелски манастир „Света Петка“
- Варненски манастир „Св. св. Константин и Елена“ – М
- Варненски манастир „Св. Рождество Богородично“, кв. Виница [17]
- Варненски манастир „Теке Караач“ [18]
- Велиновски манастир „Св. Богородица“
- Вискярски манастир „Св. св. Петър и Павел“
- Владайски манастир „Света Петка“ – Ж
- Врачешки манастир „Свети Четиридесет Мъченици“ – Ж
- Връдловски манастир „Св. Пророк Илия“

### Г
- Габренски манастир „Свети Димитър“ (Чукуровски манастир)
- Гарвански манастир „Успение Богородично“, с. Гарван, община Ситово
- Гелски манастир „Света Троица“ [19]
- Гѐрмански манастир „Свети Иван Рилски Чудотворец“ – М
- Гигински манастир „Св. св. Козма и Дамян“ – М [20]
- Глоговишки манастир
- Гложенски манастир „Свети Георги Победоносец“ – М
- Говедарски манастир „Св. Георги Победоносец“
- Годечки манастир „Свети Дух“ – Ж
- Големобучински манастир
- Голешки манастир „Св. Николай Летни“
- Голямобеловски манастир
- Голямобуковски манастир „Свети Животоприемен източник“ – М
- Горнобански манастир „Св. св. Кирил и Методий“ – М
- Горнобогровски манастир „Свети Георги Победоносец“
- Горнобрезнишки манастир „Свети Пророк Илия“
- Горновасилишки манастир „Св. Възнесение“
- Горноводенски манастир „Св. св. Кирик и Юлита“
- Горноврабченски манастир „Св. Димитър“
- Горноезеровски манастир „Св. Рождество Богородично“ – Ж
- Горнокознички манастир
- Горнооряховски манастир „Св. Пророк Илия“
- Гоцеделчевски манастир „Живоприемний източник“
- Градешки манастир „Свети Пророк Предтеча и Кръстител Господен Йоан“
- Гранишки манастир „Свети Лука“ – Ж

### Д
- Дебръщенски манастир „Св. св. Флор и Лавър“
- Дивотински манастир „Света Троица“ – М
- Добридолски манастир „Света Троица“
- Долнобански манастир „Свети Спас“ (Възнесенски манастир) [21]
- Долнобешовишки манастир
- Долнобогровски манастир „Св. Ап. Петър и Павел“
- Долнолозенски манастир „Св. св. Апостоли Петър и Павел“
- Долнопасарелски манастир „Св. св. Апостоли Петър и Павел“
- Драгалевски манастир „Света Богородица Витошка“ – Ж
- Драгалевски манастир „Успение Богородично“
- Дряновски манастир „Свети Архангел Михаил“ – М, Н, Х
- Дървенишки манастир „Св. Пророк Илия“

### Е
- Еленски манастир (Буйньовски манастир)
- Елешнишки манастир „Света Богородица“
- Емонски манастир „Св. Андрей“ [22]
- Емонски манастир „Св. Власий“ [23]
- Емонски манастир „Св. Николай Мирликийски“ [24]
- Ерулски манастир „Света Троица“
- Етрополски манастир „Света Троица“ – М

### Ж
- Жаблянски манастир „Св. Иоан Предтеча“ – М
- Живковски манастир „Св. Дух“

### З
- Забелски манастир
- Заберновски манастир
- Зелениковски манастир „Свети Йоан Кръстител“
- Зелински манастир „Рождество на Пресвета Богородица“
- Земенски манастир „Свети Йоан Богослов“
- Златарски манастир „Св. Апостоли Петър и Павел“ (Ивански манастир) [17],[25][26]
- Златишки манастир

### И
- Ивайловградски манастир „Преображение Господне“
- Ивановски скален манастир „Свети Архангел Михаил“ [27]
- Изворски манастир – Ж
- Илиянски манастир „Свети Пророк Илия“
- Искрецки манастир „Св. Богородица“

### К
- Кабиленски манастир „Рождество на Пресвета Богородица“ – Ж
- Казанлъшки манастир „Въведение Богородично“ – Ж
- Калкаски манастир „Св. Петка“ (Перник)
- Калоферски манастир „Въведение Богородично“ – Ж
- Калоферски манастир „Свето Рождество Богородично“ – М
- Калугеровски манастир „Свети Никола“ – М
- Каменски манастир „Възнесение Господне“ – Ж
- Каранвърбовски манастир „Света Марина“ – Ж
- Килифаревски манастир „Свето Рождество Богородично“ – Ж, Н, НО, Х
- Кладнишки манастир „Свети Николай Мирликийски Чудотворец“
- Клисурски манастир „Св. св. Кирил и Методий“ (Видинска епархия) – М
- Клисурски манастир „Света Петка Параскева“ (Софийска епархия)
- Княжевски манастир „Покров Богородичен“
- Ковачевски манастир
- Кокалянски манастир „Свети Архангел Михаил“ – М
- Копривецки манастир „Света Петка“ – Ж
- Кремиковски манастир „Свети Георги Победоносец“ – Ж
- Кричимски манастир „Успение Богородично“
- Кръстовски манастир
- Кукленски манастир „Св. св. Козма и Дамян“ – Ж
- Куриловски манастир „Св. Иван Рилски“
- Къпиновски манастир „Свети Никола“ – М
- Кърджалийски манастир „Свети Йоан Предтеча“
- Кътински манастир [28][29][30]

### Л
- Леворечки манастир
- Лозенски манастир „Свети Спас“
- Лозенски манастир „Св. Ап. Петър и Павел“ – Ж
- Лопушански манастир „Свети Йоан Предтеча“ – М
- Лъджански манастир „Свети Константин и Елена“
- Люлински манастир „Св. св. Кирил и Методий“
- Люляковски манастир „Св. праведни Йоаким и Анна“ [31]

### М
- Маломаловски манастир „Св. Николай“
- Марянски манастир
- Мелнишки манастир
- Мердански манастир „Свети Четиридесет Мъченици“ – Ж
- Мисловщицки манастир
- Мулдавски манастир „Св. Петка“ – Ж
- Мъглижки манастир „Свети Николай“ – Ж
- Мърчаевски манастир
- Мътнишки манастир

### Н
- Неврокопски манастир
- Неделишки манастир „Св. Атанасий“
- Немски православен манастир
- Новачански манастир
- Новоселски манастир „Света Троица“ (Априлски манастир) – Ж

### О
- Обидимски манастир „Св. Пантелеймон“
- Обрадовски манастир „Свети Великомъченик Мина“ – Ж
- Оброчишки манастир „Св. Атанас“ [32]
- Овчекупелски манастир
- Одранишки манастир „Св. св. Апостоли Петър и Павел“ – М
- Орландовски манастир „Св. Три Светители“
- Осеновлашки манастир „Света Богородица“ (Манастир „7-те Престола“) – Ж
- Очушки манастир „Св. Пророк Илия“

### П
- Панчаревски манастир „Свети Николай Летни“ (Урвички манастир)
- Патлейнски манастир „Св. Панталеймон“ [33]
- Патриаршески манастир „Света Троица“ – Ж
- Петрички манастир „Света Петка“
- Петропавловски манастир „Св. Апостоли Петър и Павел“ – Ж
- Пернишки манастир „Св. Пантелеймон“
- Пещерски манастир „Св. Николай“
- Плаковски манастир „Свети Пророк Илия“
- Подгумерски манастир [34]
- Поморийски манастир „Свети Георги Победоносец“ – М
- Поповянски манастир
- Правешки манастир „Свети Теодор Тирон“ – М
- Преображенски манастир „Свето Преображение“ – М
- Преславски манастир „Св. св. Кирил и Методий“ [17]
- Присовски манастир „Свети Арахангел Михаил“ – Ж
- Присовски манастир „Свети Панталеймон“ – Ж

### Р
- Радибошки манастир „Св. Троица“
- Радомирски манастир
- Разбоишки манастир „Въведение Богородично“ – Ж
- Райковски манастир
- Райловски манастир
- Раковишки манастир – М
- Ребровски манастир „Св. Николай“
- Ресиловски манастир „Покров Богородичен“ – Ж
- Реяновски манастир
- Рилски манастир „Свети Иван Рилски“
- Роженски манастир „Свето Рождество Богородично“ – М
- Руенски манастир „Свети Йоан Рилски“ – М

### С
- Самоковски девически манастир „Покров Богородичен“ – Ж
- Самоковски манастир „Успение Богородично“
- Сандански манастир „Св. Козма и Дамян“
- Сапаревобански манастир „Св. Стефан“ – М
- Свищовски манастир „Покров Богородичен“
- Свищовски манастир „Св. Ап. Петър и Павел“ – Ж
- Свогенски манастир
- Сеславски манастир „Свети Никола“
- Скравенски манастир „Свети Николай“
- Скравенски манастир „Св. Преображение“
- Сливешки манастир „Рождество Богородично“
- Соколски манастир „Успение Богородично“ (Габровски манастир) – Ж, Н, НО, Х
- Сопотски манастир „Свети Спас“ – Ж
- Сотирски манастир „Св. Петка“ [35]
- Струпецки манастир „Св. Пророк Илия“ – М
- Студенски манастир
- Сяновски манастир „Света Марина“

### Т
- Тетевенски манастир
- Тросковски манастир „Св. Архангел Михаил“
- Троянски манастир „Успение Богородично“ – М, Н, Х
- Трънски манастир „Свети Архангел Михаил“ – М
- Тържишки манастир „Свети Пророк Илия“ (Струпецки манастир)

### У
- Устремски манастир „Света Троица“ – Ж
- Урвишки манастир „Св. Николай“

### Х
- Хаджидимовски манастир „Св. Георги Победоносец“

### Ц
- Църногорски манастир „Свети Безсребреници Козма и Дамян“

### Ч
- Чекотински манастир „Свети Архангел Михаил“ – М
- Челопеченски манастир „Рождество Богородично“ [36]
- Чепински манастир „Свети Пророк Илия“ (с. Чепино)
- Чепински манастир „Свети Три Светители“ (с. Чепинци) – Ж
- Чепърленски манастир „Св. Петка“
- Черепишки манастир „Успение Богородично“ – М
- Черновръхски манастир „Свети Иван Рилски“ [32],[37]
- Чинтуловски манастир „Св. Илия“
- Чипровски манастир „Свети Иван Рилски“ (Железнишки манастир) – М
- Чирпански манастир „Свети Атанасий“ – Ж
- Чудински манастир
- Чуриловски манастир „Свети Георги“

### Ш
- Шиековски манастир „Св. Архангел Михаил“ (кв. Обединение, Костинброд)
- Шипченски манастир „Рождество Христово“
- Шишмановски манастир
- Шумски манастир „Свети Архангел Михаил“

## Други
- Метох „Орлица“
- Метох „Пчелина“
- Скит „Свети Николай“
- Сопотски метох „Въведение Богородично“ – Ж

## Най-посещавани манастири
Сред всички манастири се открояват най-посещаваните от туристи и поклонници: 
- Рилски манастир „Свети Иван Рилски“ – М, Н, Х
- Бачковски манастир „Света Богородица“ – М, Н, НО, Х
- Троянски манастир „Успение Богородично“ – М, Н, Х
- Гложенски манастир „Свети Георги Победоносец“ – М, НО
- Соколски манастир „Успение Богородично“ (Габровски манастир) – Ж, Н, НО, Х
- Черепишки манастир „Успение Богородично“ – М, Н, Х
- Роженски манастир „Свето Рождество Богородично“ – М
- Преображенски манастир „Свето Преображение“ – М
- Дряновски манастир „Свети Архангел Михаил“ – М, Н, Х
- Килифаревски манастир „Свето Рождество Богородично“ – Ж, Н, НО, Х
- Боянски манастир „Свети Панталеймон“
- Аладжа манастир „Света Троица“ – С

Легенда:
- М – мъжки манастир
- Ж – женски манастир
- С – скален манастир
- Н – настаняване за нощувка в стаи със самостоятелен санитарен възел
- НО – настаняване за нощувка в стаи с общ санитарен възел
- Х – хранене в манастира
- ... манастир (удебелен шрифт) – действащ манастир